# Anis
Anis (bundesdeutsches und Schweizer Hochdeutsch: [aˈniːs]; österreichisches Hochdeutsch: [ˈaːnɪs]; Pimpinella anisum) ist eine Pflanzenart aus der Gattung der Bibernellen (Pimpinella) innerhalb der Familie der Doldenblütler (Apiaceae). Anis wird als Gewürz- sowie Heilpflanze verwendet und war in Deutschland die Heilpflanze des Jahres 2014. Als Anis werden auch die Früchte dieser Pflanzenart bezeichnet.
Anis darf nicht mit der Süßdolde (Myrrhis odorata) verwechselt werden, die manchmal auch den deutschen Namen Aniskerbel oder Wilder Anis trägt.

## Etymologie
Der Name Anis (mittelhochdeutsch anīs) geht über lateinisch anisum (fälschlich auch anisium und aneisum) auf das griechische Wort ānison, vielleicht auch ἄνηθον (anēthon), als möglicherweise mit griechisch anemos, „Duft“ verwandte Bezeichnung der über Ägypten (vgl. arabisch anīsūn) aus dem Orient nach Griechenland gelangten Pflanze (Anis, ursprünglich vielleicht auch Dill, das ist Anethum graveolens, und andere duftende Doldenblütler) bzw. deren Samen zurück.

## Beschreibung und Phänologie

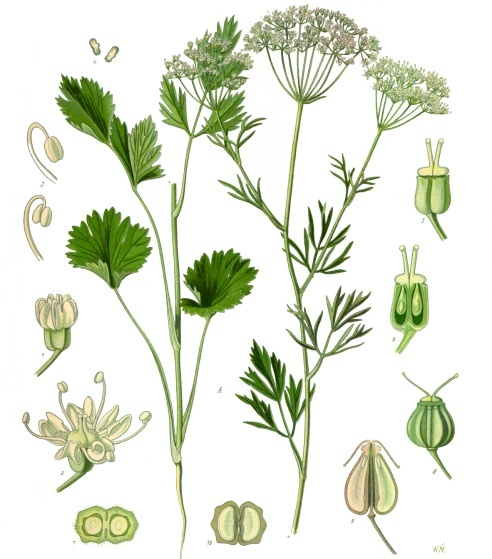
Illustration

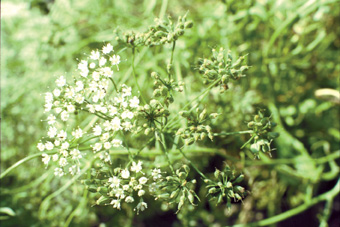
Doppeldoldiger Blütenstand

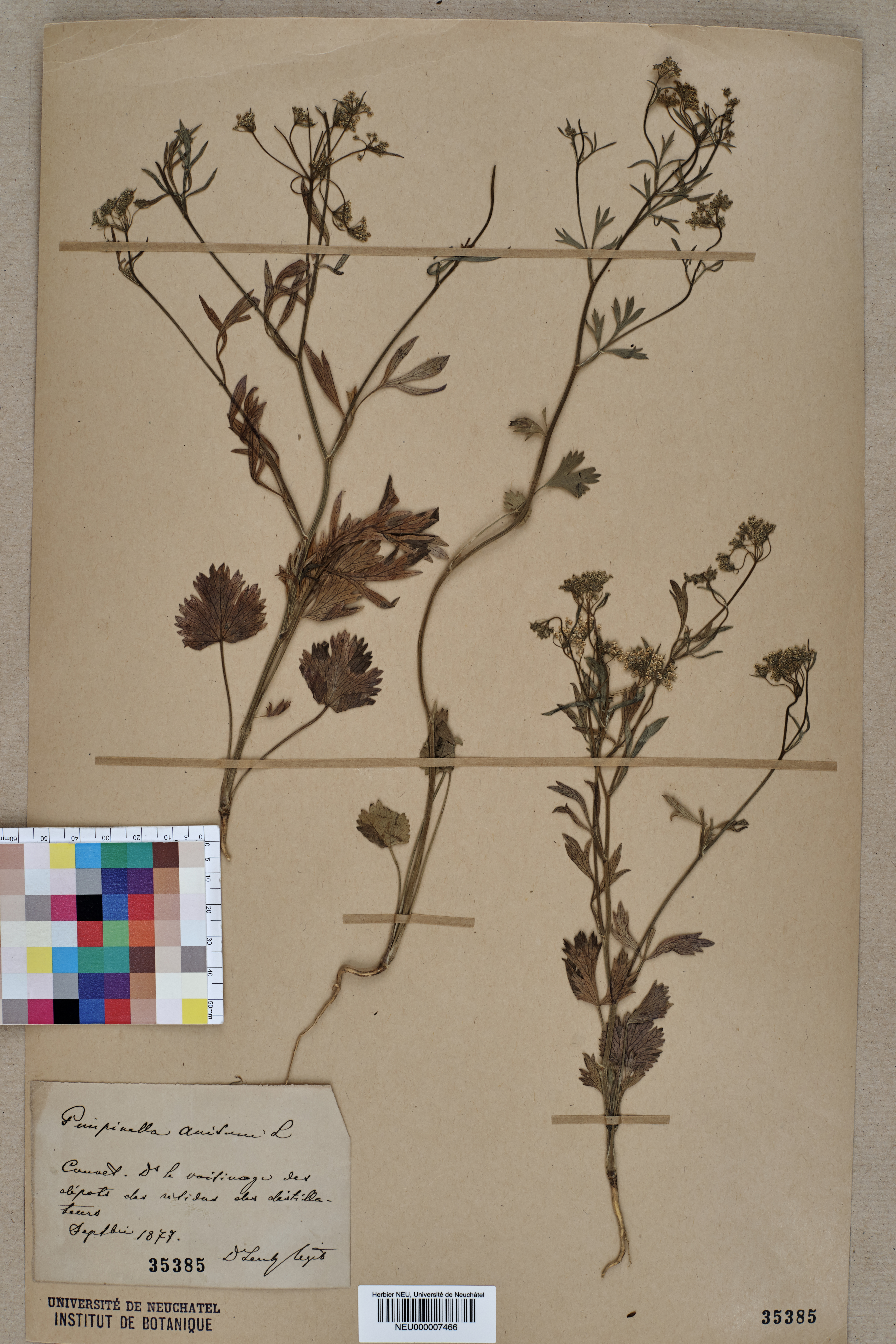
Herbarexemplar

### Vegetative Merkmale
Die Anispflanze wächst als einjährige krautige Pflanze und erreicht Wuchshöhen von 10 bis 50 oder bis zu 60 Zentimetern. Die Pfahlwurzel ist dünn. Alle Pflanzenteile sind stark aromatisch. Die oberirdischen Pflanzenteile sind kurz flaumig behaart. Der aufrechte, besonders im oberen Bereich stark verzweigte Stängel ist rund, gerillt und leicht behaart.
Die grundständig und wechselständig am Stängel angeordneten Laubblätter sind verschiedengestaltig (heteromorph): Die Grundblätter sind in einen 2 bis 5 Zentimeter langen Blattstiel und eine Blattspreite gegliedert. Ihre einfache Blattspreite ist bei einer Länge der von 1 und 3 Zentimetern sowie einer Breite von 1,2 bis 2,8 Zentimetern nierenförmig, breit eiförmig oder herzförmig rundlich; entlang der Blattadern ist sie flaumig behaart. Die Stängelblätter sind ein- bis zweifach fiederteilig, die Ränder der Fiederblättchen sind gesägt. Der oberste Blattabschnitt ist bei einer Länge der von 6 bis 17 Millimetern sowie einer Breite von 2 bis 7 Millimetern eiförmig oder eiförmig-lanzettlich und dreilappig mit gesägtem oder eingeschnitten gesägtem Rand. Die obersten Stängelblätter sind nach oben hin mehr und mehr reduziert; die obersten sind nur noch dreilappig. Diese Blattlappen sind lanzettlich oder linealisch-lanzettlich.

### Generative Merkmale
Die Blütezeit reicht je nach Standort von Juni bis Juli oder bis September. Der doppeldoldige Blütenstand besitzt einen Durchmesser von 1,5 bis 6 Zentimetern und besitzt 7 bis 15 1 bis 4 Zentimeter lange, ungleiche Doldenstrahlen. Die Hülle (Involucrum) besteht aus ein bis zwei bei einer Länge von 1 bis 2 Millimetern linealisch-lanzettlichen Hüllblättern oder sie fehlt. Es sind ein bis zwei bei einer Länge von 2 bis 3 Millimetern linealische Hüllchenblätter oder keine vorhanden. Die Döldchen weisen einen Durchmesser von 5 bis 10 Millimetern auf und enthalten jeweils etwa zehn Blüten. Die Blütenstiele („Döldchenstrahlen“) sind anfangs 2 bis 6 Millimeter lang und wachsen bis zur Fruchtreife auf bis zu 10 Millimeter.
Die relativ kleinen Blüten sind zwittrig, fünfzählig und radiärsymmetrisch. Kelchblätter fehlen oder sind kaum erkennbare Kelchzähne. Die fünf weißen Kronblätter sind verkehrt-herzförmig, auf der Unterseite flaumig behaart und besitzen am oberen Ende ein eingeschlagenes Läppchen. Die Kronblätter sind etwa 1,5 Millimeter lang, am Rand bewimpert und auf der Außenseite kurz borstig behaart. Es ist nur ein Kreis mit fünf freien, fertilen Staubblättern vorhanden. Die Griffel sind aufrecht-abstehend und etwa 2 Millimeter lang.
Die Früchte reifen in China im August bis September. Es werden trockene, zweiteilige Spaltfrüchte, Doppelachänen genannt, gebildet. Die braunen Doppelachänen sind bei einer Länge von 3 bis 5 Millimetern sowie einer Breite von 2 bis 2,5 Millimetern länglich-eiförmig. Sie sind an den Seiten etwas abgeflacht und zum oberen Ende hin halsartig verjüngt. Die Anis-Früchte sind dicht anliegend grau borstig behaart, dies unterscheidet sie von Petersilienfrüchten. Die gelben Rippen verlaufen, anders als bei den giftigen Schierlingsfrüchten, gerade.
Die Chromosomenzahl beträgt 2n = 18 oder 20.

## Vorkommen und Anbaugebiete
Ursprünglich wahrscheinlich im östlichen Mittelmeerraum beheimatet wird Anis weltweit in Gebieten mit gemäßigtem Klima angebaut, insbesondere in Mittelamerika und Mitteleuropa, in Japan, in Südeuropa und um das Mittelmeer. Hauptanbaugebiet ist Südrussland. Nach POWO ist die Art in der Türkei, im Gebiet von Syrien und Libanon, im Gebiet von Jordanien und Israel sowie auf Zypern beheimatet. Nach "Euro+Med" ist Pimpinella anisum in Kroatien nur eingebürgert.

## Taxonomie
Die Erstveröffentlichung von Pimpinella anisum erfolgte 1753 durch Carl von Linné in Species Plantarum, Tomus I, Seite 264. Synonyme für Pimpinella anisum L. sind: Anisum vulgare Gaertner, Apium anisum (L.) Crantz, Carum anisum (L.) Baillon, Selinum anisum (L.) E.H.L.Krause, Sison anisum (L.) Sprengel, Tragium anisum (L.) Link.

## Nutzung

### Anbau
Anis ist eine lichtliebende Pflanze, die meist auf reichen Böden gedeiht. Während der Wachstumsperiode muss der Boden gleichmäßig feucht bleiben. In der Erntezeit wirken sich wechselnde trockene und feuchte Perioden negativ auf die Erntequalität aus. Die Dolden reifen nicht gleichzeitig, sondern nacheinander, und auch innerhalb einer Dolde reifen die Samen uneinheitlich. Die Temperatur bestimmt die Dauer der Vegetationsperiode.
Anis wird im August/September geerntet, wenn die Stängel gelb werden. Früher wurde dabei das Kraut mit der Sense abgemäht und die Früchte ausgedroschen.
Im Mittelalter wurde die Pflanze auch nördlich der Alpen angebaut, obwohl hier das Wetter nicht verlässlich genug war, um die Früchte in jedem Sommer ausreifen zu lassen. Anbaugebiete waren zu dieser Zeit beispielsweise die Gegend um Erfurt, Bad Langensalza, Mühlhausen und Magdeburg, wo es auch Anisölbrenner gab, die das ätherische Öl durch Wasserdampfdestillation extrahierten.

### Verwendung

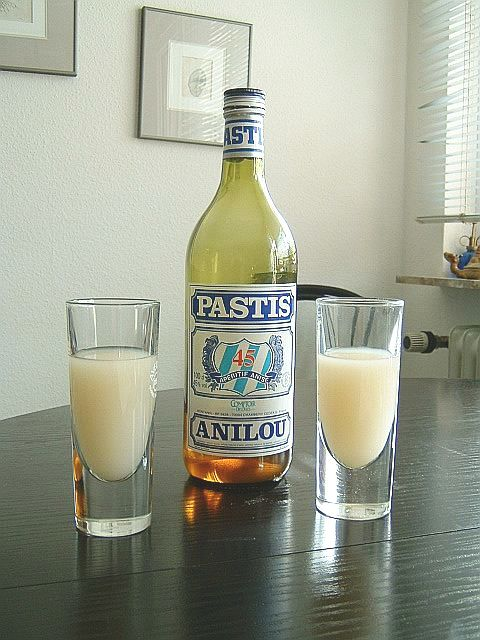
Anisgetränk mit Wasser gemischt

In der westlichen Küche wird Anis heute neben der Verwendung in Brot und Backwaren hauptsächlich in Spirituosen und Likören beigemischt, wie etwa Sambuca, Rakı, Ouzo, Arak, Absinth, Pastis, Chinchon und Anisette (siehe Anisée). Anis wird hier jedoch zunehmend vom ertragreicheren Sternanis (Illicium verum) abgelöst, der aus China kommt. Sternanis hat aufgrund der ähnlichen Zusammensetzung des ätherischen Öls einen ähnlichen Geschmack, sieht aber anders aus und ist nicht näher mit dem echten Anis verwandt.

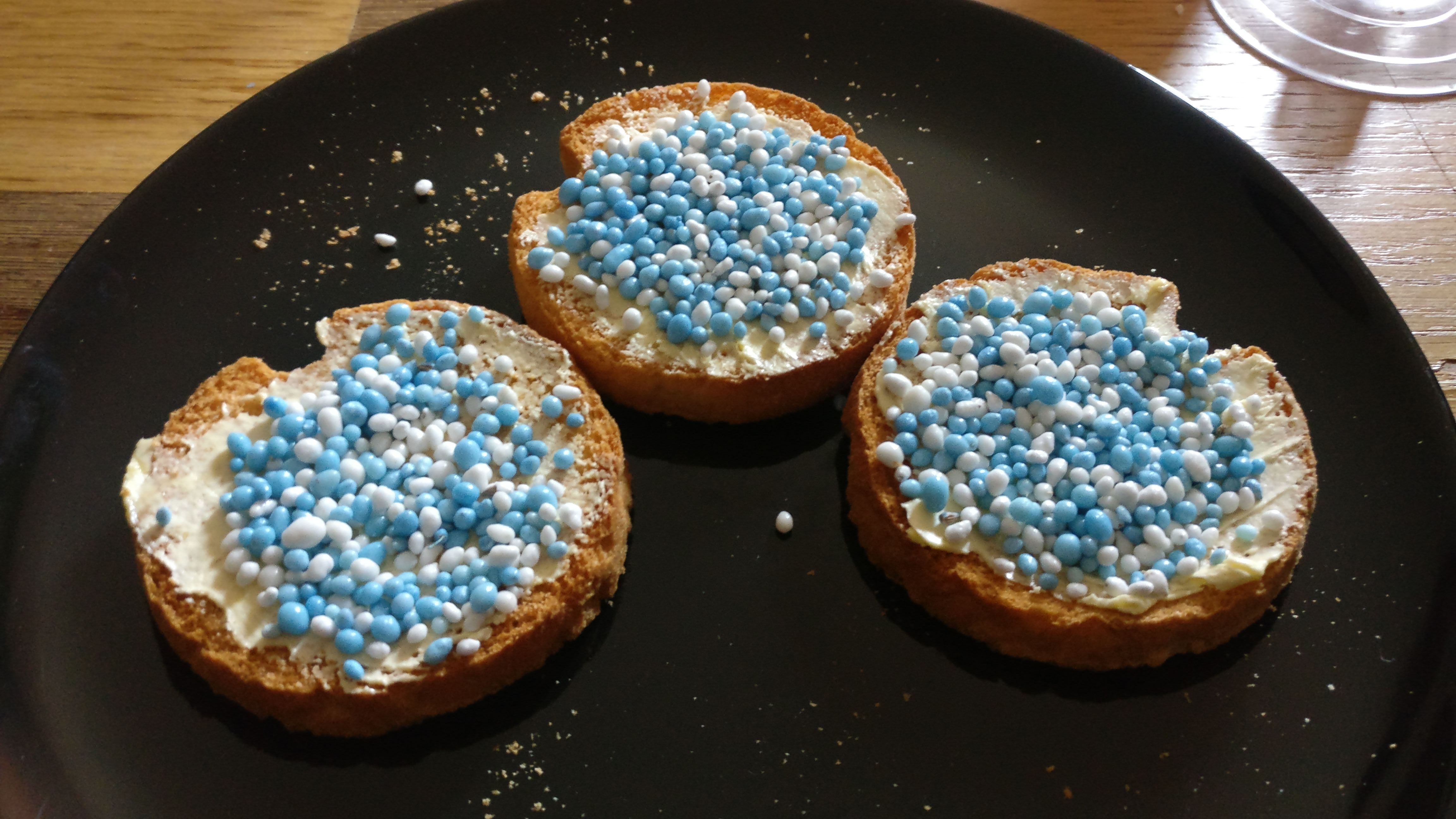
Gezuckerte Anissamen auf Zwieback

Daneben spielt Anis eine Rolle bei der Herstellung von Süßwaren. So werden beispielsweise im kleinen französischen Dorf Flavigny-sur-Ozerain (Département Côte-d’Or) die berühmten Anis-de-Flavigny-Bonbons hergestellt. In Süddeutschland, Teilen von Österreich, der Schweiz und Ungarn kennt man mit einem Model geformte Plätzchen, die Springerle oder Anisbrötchen genannt werden. Eine andere Form des traditionellen Anisgebäck ist in der Schweiz unter Chräbeli bekannt. In den Niederlanden sind zuckerumhüllte oder mit Zucker zerstampfte Anissamen als Brotbelag recht beliebt („Muisjes“ bzw. „Gestampte Muisjes“).
Das Aroma wird von Anethol bestimmt, das mit 90 % der Hauptbestandteil des ätherischen Öls ist. Pflanzen mit sehr ähnlichem Aroma sind Fenchel (der den Anis in Asien vollständig ersetzt), der Sternanis und die heutzutage selten verwendete Süßdolde (Myrrhis odorata).
Anis wird seit langem sowohl in der Küche als auch in der Duftindustrie verwendet.
Ausgrabungen auf Santorin ergaben, dass die Verwendung von Anis im 16. Jahrhundert v. Chr. allgemein üblich war, und die alten Kreter würzten ihre Weine neben Koriander, Wacholder, Dost auch mit Anis.
Schon im 7. Jahrhundert v. Chr. betrieben Athen und Korinth einen lebhaften Handel mit Duftölen, in denen auch der Anisduft eine Rolle spielte.
Pythagoras von Samos bezeichnete um 550 v. Chr. mit Anis gewürztes Brot als köstliche Delikatesse. Bei den Römern hielt der Anis Einzug in die Feinbäckereien; Kuchen, die bei hohen Festlichkeiten gereicht wurden, waren mit Anis-Früchten gewürzt. So berichtet Vergil von Aniskeksen. Bei Ausgrabungen im römischen Kolosseum entdeckte man Anisgebäck, das die Zuschauer der Gladiatorenkämpfe zwischen den Sitzreihen verloren hatten.

### Heilwirkung

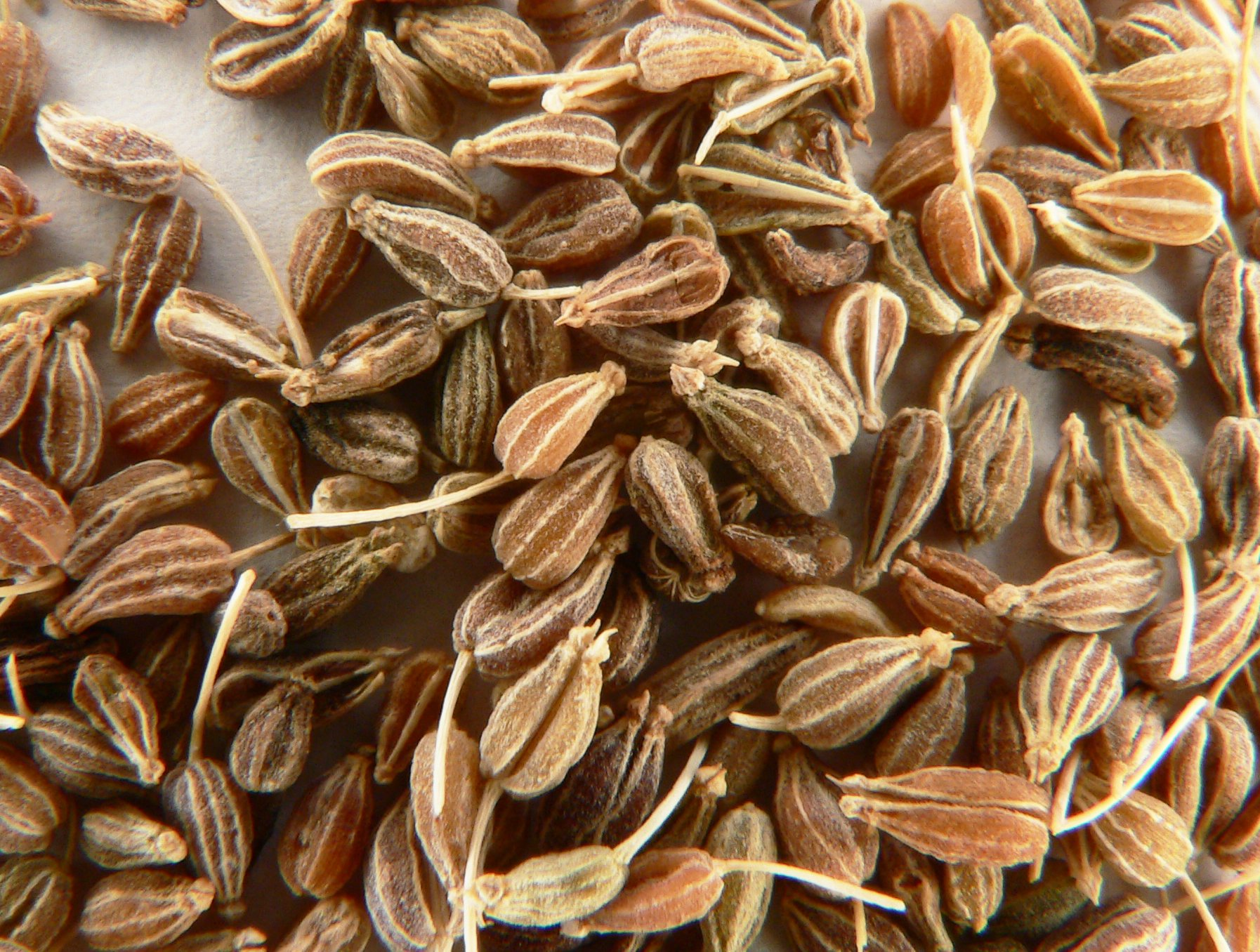
Anis in Form der Fruchtdroge (Anisi fructus)

Ein heißer Aufguss (Infus) wird aufgrund seiner schleimlösenden (sekretolytischen) und sekretomotorischen Wirkung als Hustenmittel (Expektorans), auf Grund von krampflösender (spasmolytischer) und blähungstreibender (karminativer) Wirkung auch bei Magen-Darm-Beschwerden, verwendet. Das aus den Früchten (Anisi fructus) durch Destillation gewonnene Anisöl wird gegen Ungeziefer – oder in fetten Ölen und Salbengrundlagen eingearbeitet, volksmedizinisch zu reizenden Einreibungen – eingesetzt.
Anis regt die Drüsen des Magen-Darm-Traktes an. Anistee wird daher – oft auch mit Fenchel und Kümmel gemischt – bei Verdauungsbeschwerden, Blähungen, Koliken und Krämpfen eingesetzt. Für Anistee überbrüht man 1 Teelöffel Anis mit 1 Tasse kochendem Wasser und lässt die Mischung 10 Minuten ziehen. Da die ätherischen Öle teilweise über die Lungen wieder ausgeschieden werden, findet Anis auch in vielen Hustentees Verwendung.
Da die ätherischen Öle in Exkretgängen („Ölstriemen“) lagern, können die Früchte vor Gebrauch angestoßen werden, um die Wirkstofffreisetzung zu beschleunigen. Allerdings sinkt dadurch die Haltbarkeit, da das ätherische Öl flüchtig ist.
Die Kommission für Phytotherapie (Kommission E) des ehemaligen Bundesgesundheitsamtes (BGA), im letzten Jahrhundert Bundesinstitut für Arzneimittel und Medizinprodukte (BfArM) sieht als Anwendungsgebiete bei innerer Anwendung „dyspeptische Beschwerden“ und bei innerer und äußerer Anwendung: „Katarrhe der Luftwege“ an.

### Zusammensetzung und Inhaltsstoffe
Anissamen (Fructus anisi) enthalten je 100 Gramm 50 g Kohlenhydrate (davon 14,6 g Ballaststoffe), 15,9 g Fett und 17,6 g Eiweiß. Der Energiegehalt liegt bei 1411 kJ (337 kcal). Anis ist reich an Vitaminen und Mineralstoffen. Es enthält viel Eisen sowie größere Menge an B-Vitaminen (v. a. Vitamin B1, B2, B6, B12) und Vitamin C.

## Anis im Aberglauben und Brauchtum
Der Aniskringel ist eine sehr alte Opferspeise, die in Norddeutschland bei Gildegelagen, Erntefesten, beim Ringreiten und Frühlingsfesten ins süße Bier – oder noch früher in Met – eingebrockt wurde. Auch an ihrem Hochzeitstag teilte die Braut dieses Gebäck an bevorzugte Gäste aus. Wenn sie aus der Kirche kam, setzte sie sich vor „dat Hörnschapp“ (Eckschrank). Jede Frau, die ihr ein Geschenk machte, bekam dafür aus einer zinnenen Schale einen Löffel voll süßem Bier mit eingebrockten Kringeln.
Anis galt in vielen ländlichen Gebieten als Aphrodisiakum. Im Herbst, wenn man sich nach der Feldarbeit wieder häuslichen Pflichten zuwandte, bereiteten die Frauen und Mädchen ihren Männern anishaltige Getränke. Am 30. November (Andreastag) sollte er besonders zauberkräftig sein. In Böhmen hieß dieser Tag Anischtag.
Gemäß dem Handwörterbuch des deutschen Aberglaubens spielte Anis auch eine Rolle bei der Eingewöhnung von Tauben: Gekauften Tauben gab man Anis, um sie an den Schlag zu fesseln (so in Thüringen). In anderen Gegenden backte man an Darstellung des Herrn Anisbrote und fütterte damit vier Wochen lang die Tauben, damit sie recht gedeihen sollten. Andernorts bestrichen Bauern ihren Taubenschlag auch mit Anisöl, um Tauben an den neuen Schlag zu gewöhnen.
Anis galt als Schutz vor schlechten Träumen und bösen Blicken.
Im Universal Herbal von 1820 ist zu lesen: Anis hilft vor allem bei Bauchgrimmen, für das Kinder besonders anfällig sind.